# 만요
만요(漫謠)는 익살과 해학을 담은 우스개 노래로, 일제강점기에 한국에서 발생한 코믹송 장르를 일컫는다.
1930년대의 주류 대중음악은 트로트나 신민요였는데, 만요는 이들 주류와는 전혀 다른 일상생활의 소소한 내용을 가볍고 자유로운 가사에 담아 표현하면서 하나의 장르로 형성되었다. 당시 만요 외에 만곡, 유행만곡이라는 명칭도 사용했다. 김용환의 〈장모님 전항의〉, 〈낙화유수 호텔〉, 김용환의 친동생인 김정구의 〈왕서방 연서〉, 〈세상은 요지경〉, 김해송이 작곡하고 박향림이 부른 〈오빠는 풍각쟁이〉 등이 유명한 만요이다.
이들은 모두 만요에 특기를 보인 가수들이며, 만요는 악극단의 공연을 통해 많은 인기를 모았다. 만요의 인기에는 억압적인 식민지 사회에서 뒤틀림과 풍자가 필요했기 때문이라는 분석이 있다. 우스꽝스러운 겉모양과는 달리 만요에는 안으로 현실의 슬픔을 토로하고 부조리한 사회를 고발하려는 비판성이 숨어 있을 여지가 있었다.
만요는 희화화된 노래라는 특성상 다소 저속하거나 유치한 가사도 포함하곤 했는데, 경쟁적으로 만요가 발표되면서 저속하게 흐르는 유행가를 정화해야 한다는 주장도 있었다. 중일 전쟁이 발발한 1937년 이후 사회 분위기가 경직되고 1940년대 들어 전시 체제가 본격화되면서 만요와 같은 가벼운 유행가도 사라졌다.
대한민국에서 만요의 전통은  배우 신신애가 작곡자 미상의 구전가요로 알고 다시 부른 〈세상은 요지경〉, 김용만의 〈회전의자〉, 한복남의 〈빈대떡 신사〉 등에 이어져 있다.
한편 코미디 측면에서 만요의 서사성을 강조하여 음악의 일종이라기보다는 곡조가 있는 만담으로 볼 수 있다는 해석도 있다.

## 같이 보기
- 만담

## 참고자료
- 이동순 (2001년 6월 1일). “李東洵 교수의 歌謠 이야기(6) - 한국의 漫謠”. 월간조선. 2008년 1월 25일에 확인함.
- 전영호 (2005년 10월 22일). “배삼룡→이주일→심형래…한국코미디 바보들 행진?”. 주간조선. 2014년 2월 24일에 원본 문서에서 보존된 문서. 2008년 1월 25일에 확인함.
- 이동순 (2007년 10월 1일). “나라 잃은 설움을 넉살로 달랜 천재음악가 김용환” (PDF). 나라경제. 80~81쪽면. 2008년 1월 25일에 확인함.[깨진 링크(과거 내용 찾기)]
- 이준희. “유행가 시대(11) - 오빠는 풍각쟁이야 오빠는 심술쟁이야”. 가요114. 2008년 1월 25일에 확인함.[깨진 링크(과거 내용 찾기)]